# Zemst-Laar

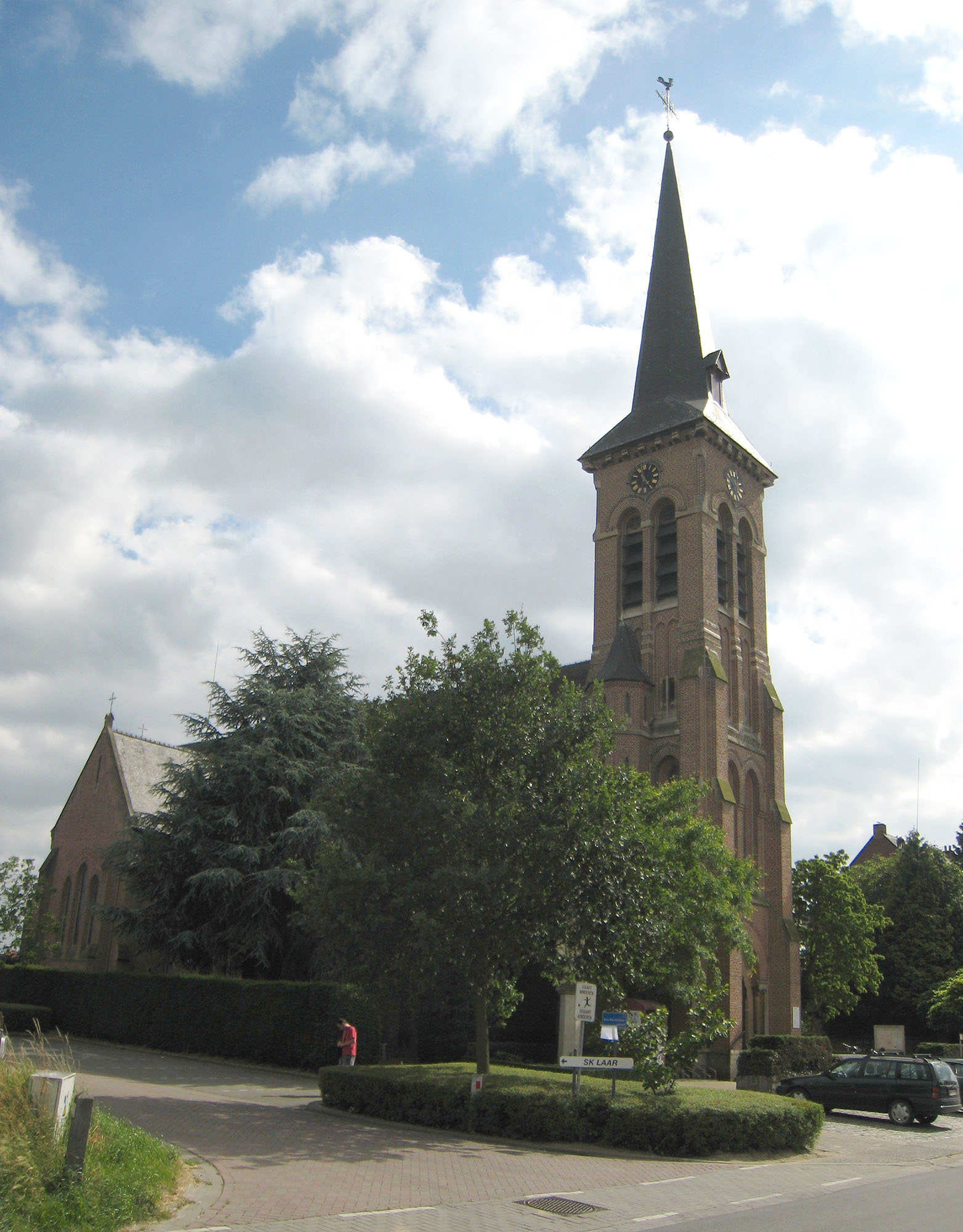
Biserica HH Engelbertus și Bernardus

Zemst-Laar este un sat în comuna Zemst, în provincia Brabantul Flamand, Belgia.